# イケメン3
イケメン3（イケメンスリー）は、日本の三人組演歌歌手の男性アイドルグループ。クラウンレコード所属。
別名「平成の御三家」。

## 概要
NHK歌謡コンサートを活性化させようと、イケメン三人組演歌歌手を集めて結成された。

## メンバー
メンバーは各自別々の事務所で別々のレコード・レーベルに所属している。詳細は各自の記事を参照。
- 北川大介(きたがわ だいすけ、本名・小野 大介〔おの だいすけ〕、1970年9月8日 - ）神奈川県足柄上郡松田町出身
- 竹島宏(たけしま ひろし、1978年8月28日 - )福井県福井市出身。
- 山内惠介（やまうち けいすけ、1983年5月31日 - ）福岡県出身。

## 来歴
- 2008年12月2日 - NHK歌謡コンサートで北川、竹島、山内の3人が初共演。[3][2]
- 2009年3月12日 - ユニット名が「イケメン3」に決定。[4]
- 2009年12月2日 - 結成1周年を迎え、「恋の摩天楼」で（北川のレコード会社）日本クラウンからメジャーデビュー

### 出演番組
- NHK歌謡コンサート（NHK総合テレビジョン）
- BS日本のうた（NHK-BS2、2010年3月14日）
- スパイスTV どーも☆キニナル!（フジテレビ、2009年7月16日）

## ディスコグラフィ

### シングル
| # | 発売日         | 曲順 | タイトル           | 作詞     | 作曲   | 編曲       | オリコン 最高順位 | 規格品番  |
| - | -------------- | ---- | ------------------ | -------- | ------ | ---------- | ----------------- | --------- |
| 1 | 2009年 12月2日 | 01   | 恋の摩天楼         | 麻こよみ | 幸耕平 | 伊戸のりお | 40位              | CRCN-1451 |
| 1 | 2009年 12月2日 | 02   | ときめく胸に乾杯を | 石原信一 | 幸耕平 | 伊戸のりお | 40位              | CRCN-1451 |

## 写真集
1. イケメン3ファースト写真集（2009年12月3日、学研パブリッシング）撮影:干川修